# Christian Philip
Pour les articles homonymes, voir Philip.
Ne doit pas être confondu avec Christian Philipp.
Christian Philip, né le 2 octobre 1948 à Boulogne-Billancourt (Seine), est un juriste et homme politique français.

## Biographie
Il est issu d'une grande famille lyonnaise protestante. Il est le fils d'Olivier Philip, préfet, et de Jeannine Wertheimer, médecin. Ses grands-parents sont André Philip, résistant français et ancien ministre du général de Gaulle, et Pierre Wertheimer, chirurgien, fondateur de l'école de neurochirurgie à Lyon. Il est aussi le frère de Thierry Philip.
Christian Philip est professeur de droit à l'université Lyon 3, spécialiste des questions européennes.
Professeur de droit de François Fillon à l'université du Maine dans les années 1970, il en a été directeur de cabinet au ministère de l'Enseignement supérieur et de la Recherche et recteur d'Académie à Reims, puis à Clermont-Ferrand.
Il est député de la XIIe législature (2002-2007), dans la 4e circonscription du Rhône. Il fait partie du groupe UMP. Il ne se représente pas en 2007, laissant ainsi le champ libre à la candidature de Dominique Perben dans cette circonscription, alors que ce dernier cherche à s'implanter à Lyon en vue des élections municipales de 2008. 
En juin 2007, il est nommé par le président de la République Nicolas Sarkozy représentant personnel du président de la République pour la Francophonie.
Le mercredi 19 mars 2008 à Lyon en présence d'Abdou Diouf, Secrétaire général de la Francophonie, il inaugure la Maison de la Francophonie. Il s'agit de la première Maison de la Francophonie à voir le jour en France.
Le 1er avril 2009, il est nommé recteur de l'Académie de Montpellier, fonction qu'il avait occupée précédemment à Reims et à Clermont-Ferrand.
Ayant atteint la limite d'âge pour ces fonctions, Christian Philip s'investit dans diverses associations. Il devient président de l'Agence pour l'éducation par le sport et secrétaire général de CODATU, association de promotion de la mobilité urbains soutenable dans les pays en développement : il a dans ce contexte importé le réseau de tramway dans la ville de Lyon.
15 septembre 2020 - Avec Michel Robitaille (Québec), Éliane Nsom (Cameroun), Nicolas Leymonerie (Vietnam) et Driss Guerraoui (Maroc), il fonde le Réseau International des Maisons des Francophonies (RIMF) qui regroupe à son ouverture une trentaine d’organisations faisant déjà la promotion d’une francophonie plurielle, diversifiée et inclusive dans leurs régions respectives. Cette initiative citoyenne, ouverte sur le monde, vise la mutualisation des connaissances, la solidarité et l’échange de bonnes pratiques.
À noter que par le passé, il a utilisé le pseudonyme collectif « Pierre Campus ».

## Parcours professionnel
- Assistant, puis professeur à l'université du Maine (Le Mans) à partir du 1er octobre 1970
- Doyen de la Faculté de droit et des sciences économiques du Mans à partir du 10 janvier 1979
- Président de l'université du Maine 1979-1983[7]
- Professeur à l'université Jean-Moulin (Lyon 3) au 1er décembre 1982
- Directeur des enseignements supérieurs au ministère de l'Éducation nationale le 25 juin 1986
- Recteur de l'Académie de Reims le 10 mai 1989
- Recteur de l'Académie de Clermont-Ferrand le 18 mars 1992
- Directeur de cabinet du ministre de l'Enseignement supérieur et de la Recherche François Fillon (avril 1993-mai 1995)
- Professeur à l'université Lyon 3 et directeur du DEA de droit communautaire et du Centre d'études européennes (à partir de 1995)
- Recteur de l'Académie de Montpellier du 1er avril 2009 à 2013

## Mandats locaux
- 17/03/1986 - 01/05/1989 : membre du conseil régional de Rhône-Alpes
- 19/06/1995 - 18/03/2001 : 1er adjoint de Raymond Barre, maire de Lyon (Rhône)
- 20/06/1995 - 18/03/2001 : membre du conseil municipal de Lyon 7e Arrondissement (Rhône)
- 23/03/1998 - 23/08/2002 : membre du conseil général du Rhône
- 19/03/2001 - 18/10/2002 : maire du 3e arrondissement de Lyon (Rhône)
- 16/06/2002-2008 : membre du conseil municipal de Lyon depuis 2001, Rhône
- Membre de la communauté urbaine du Grand-Lyon (Membre du Comité syndical du SYTRAL et membre du Bureau exécutif, Président de Lyon Parc Auto)

## Divers
- Président d'honneur de France-Québec (1982)
- 1995 - 2001 : Président du SYTRAL (Syndicat Mixte des Transports pour le Rhône et l'Agglomération Lyonnaise)
- 2000 Président de CODATU (Coopération pour le Développement et l'Amélioration des Transports Urbains dans les pays en développement)
- 2001 Président de Lyon Parc Auto
- 2001 Premier vice-président Délégué du GART (Groupement des Autorités organisatrices de Transport)
- 2002 Président d'Avenir Transports
- 2007 Représentant du président de la République pour la Francophonie[1]
- 2008 Co-fondateur de la Maison de la Francophonie de Lyon
- 2020 Co-président fondateur du RIMF - Réseau International des Maisons des Francophonies

### Publications
- La Cour de justice des Communautés européennes (1983)
- L'enseignement supérieur et la dimension européenne (Économica 1989)
- Textes institutifs de l'Union Européenne (Presses Universitaires de France 3e édition mise à jour 1993)
- La défense européenne : Colloque du vendredi 1er février 2002 (Lyon) organisé avec le concours de l'Université Jean-Moulin Lyon 3, du Conseil général du Rhône et de la Ville de Lyon (Émile Bruylant 2003)
- Le partenariat euro-méditerranéen : The Euro-Mediterranean Partnership : Le processus de Barcelone : nouvelles perspectives : The Barcelona Process : New... Moulin Lyon 3, Université Lumière Lyon 2 (Émile Bruylant 2003) (s. direction  Filali OSMAN & Christian PHILIP)
- Directive gaz (Journaux officiels 2003)
- Rapport annuel sur la transposition des directives 2004 (Journaux officiels 2004)
- La Constitution européenne par Christian Philip (Presses universitaires de France 2005)
- Quelles perspectives pour l'Union Européenne, Acteur international du Nouvel Ordre Mondial ? (Droit in situ 2006)
- L'Union européenne élargie aux nouvelles frontières et à la recherche d'une politique de voisinage (Emile Bruylant 2006)
- Dictionnaire juridique des communautés européennes (Presses universitaires de France 2007)
- Problématique : Peut-on réformer l’École ? (Administration & Éducation 2014)
- La Francophonie en péril ? (Géoéconomie 2015)
- Rapports publics de la documentation française 3